# Олимпийский и паралимпийский комитет США

Логотип Паралимпийского комитета США

Олимпийский и паралимпийский комитет Соединённых Штатов (англ. United States Olympic & Paralympic Committee; до 2019 года — Олимпийский комитет Соединённых Штатов (англ. United States Olympic Committee; уникальный код МОК — USA) — организация, представляющая США в международном олимпийском и паралимпийском движениях. Штаб-квартира расположена в Колорадо-Спрингс, штат Колорадо. Комитет основан в 1894 году, в том же году был принят в МОК (первый член вместе с Францией), является членом ПАСО, организует участие спортсменов из США в Олимпийских, Паралимпийских, Панамериканских играх и других международных соревнованиях. В отличие от большинства стран мира, в Соединенных Штатах не существует Министерства спорта и государство не предоставляет финансирование Олимпийскому комитету. Комитет генерирует выручку при помощи спонсорских контрактов, прав с телестрансляций, а также пожертвований.